# 2011-es Giro d’Italia
A 2011-es Giro d’Italia a 94. olasz kerékpáros körverseny 1909 óta. 2011. május 7-én kezdődött Torinóban. A rajt helyszínére Itália egyesítésének 150. évfordulója alkalmából, a város akkor betöltött szerepe kapcsán esett a választás. A verseny május 29-én ér véget az Milánóban. A verseny része a 2011-es UCI World Tour sorozatnak, ami kisebb módosításokkal a korábbi világranglista-sorozatot váltja ettől az évtől.
2012 februárjában a győztes Contador eredményét törölték doppingolás miatt.

## Részt vevő csapatok
| - Amerikai Egyesült Államok BMC Racing Team (BMC) HTC–Highroad (THR) Team Garmin–Cervélo (GRM) Team RadioShack (RSH) - Belgium Omega Pharma–Lotto (OLO) Quick Step (QST) - Dánia Saxo Bank–Sungard (SBS) - Egyesült Királyság Farnese Vini-Neri Sottoli (ISD) Sky Procycling (SKY) - Franciaország AG2R La Mondiale (ALM) - Hollandia Rabobank (RAB) Vacansoleil–DCM (VCD) | - Írország Colnago-CSF Inox (CSF) - Kazahsztán Astana (AST) - Luxemburg Team Leopard–Trek (LEO) - Olaszország Acqua & Sapone (ASA) Androni Giocattoli (AND) Lampre–ISD (LAM) Liquigas–Cannondale (LIQ) - Oroszország Katyusa (KAT) - Spanyolország Euskaltel–Euskadi (EUS) Geox–TMC (GEO) Movistar Team (MOV) |

## Szakaszok
| Szakasz | Dátum     | Útvonal                                 | Hossz               | Jelleg              | Jelleg              | Győztes                   |                     |
| ------- | --------- | --------------------------------------- | ------------------- | ------------------- | ------------------- | ------------------------- | ------------------- |
| 1.      | május 7.  | Torino                                  | 22 km (14 mi)       |                     | csapatidőfutam      | HTC–Highroad              |                     |
| 2.      | május 8.  | Alba, Piedmont - Parma                  | 242 km (150 mi)     |                     | sík szakasz         | Alessandro Petacchi       |                     |
| 3.      | május 9.  | Reggio Emilia - Rapallo                 | 178 km (111 mi)     |                     | sík szakasz         | Ángel Vicioso             |                     |
| 4.      | május 10. | Quarto dei Mille - Livorno              | 208 km (129 mi)     |                     | sík szakasz         | a szakaszt neutralizálták |                     |
| 5.      | május 11. | Piombino - Orvieto                      | 201 km (125 mi)     |                     | sík/hegyi szakasz   | Pieter Weening            |                     |
| 6.      | május 12. | Orvieto - Fiuggi Terme                  | 226 km (140 mi)     |                     | sík/hegyi szakasz   | Francisco Ventoso         |                     |
| 7.      | május 13. | Maddaloni - Montevergine di Mercogliano | 100 km (62 mi)      |                     | Hegyi szakasz       | Bart De Clercq            |                     |
| 8.      | május 14. | Sapri - Tropea                          | 214 km (133 mi)     |                     | sík szakasz         | Oscar Gatto               |                     |
| 9.      | május 15. | Messina - Etna                          | 159 km (99 mi)      |                     | Hegyi szakasz       | Alberto Contador          |                     |
|         | május 16. | Pihenőnap                               | Pihenőnap           | Pihenőnap           | Pihenőnap           | Pihenőnap                 | Pihenőnap           |
| 10.     | május 17. | Termoli - Teramo                        | 156 km (97 mi)      |                     | sík szakasz         | Mark Cavendish            |                     |
| 11.     | május 18. | Teramo - Castelfidardo                  | 162 km (101 mi)     |                     | sík/hegyi szakasz   | John Gadret               |                     |
| 12.     | május 19. | Castelfidardo - Ravenna                 | 171 km (106 mi)     |                     | sík szakasz         | Mark Cavendish            |                     |
| 13.     | május 20. | Spilimbergo - Großglockner (Ausztria)   | 159 km (99 mi)      |                     | hegyi szakasz       | Jose Rujano Guillen       |                     |
| 14.     | május 21. | Lienz (Ausztria) - Monte Zoncolan       | 168 km (104 mi)     |                     | hegyi szakasz       | Igor Antón                |                     |
| 15.     | május 22. | Conegliano - Gardeccia-Val di Fassa     | 230 km (143 mi)     |                     | hegyi szakasz       | Mikel Nieve               |                     |
|         | május 23. | Pihenőnap                               | Pihenőnap           | Pihenőnap           | Pihenőnap           | Pihenőnap                 | Pihenőnap           |
| 16.     | május 24. | Belluno - Nevegal                       | 13 km (8 mi)        |                     | egyéni időfutam     | Alberto Contador          |                     |
| 17.     | május 25. | Feltre - Tirano                         | 230 km (143 mi)     |                     | sík/hegyi szakasz   | Diego Ulissi              |                     |
| 18.     | május 26. | Morbegno - San Pellegrino Terme         | 147 km (91 mi)      |                     | sík/hegyi szakasz   | Eros Capecchi             |                     |
| 19.     | május 27. | Bergamo - Macugnaga                     | 211 km (131 mi)     |                     | hegyi szakasz       | Paolo Tiralongo           |                     |
| 20.     | május 28. | Verbania - Sestriere                    | 241 km (150 mi)     |                     | hegyi szakasz       | Vasil Kiryienka           |                     |
| 21.     | május 29. | Milánó                                  | 33 km (21 mi)       |                     | egyéni időfutam     | David Millar              |                     |
|         | Összesen: | Összesen:                               | 3 471 km (2 157 mi) | 3 471 km (2 157 mi) | 3 471 km (2 157 mi) | 3 471 km (2 157 mi)       | 3 471 km (2 157 mi) |

## Összegzés
| Szakasz (nyertese)                     | Összetett verseny · | Hegyi pontverseny · | Pontverseny ·       | Fiatal versenyzők versenye · | Csapatverseny       |
| -------------------------------------- | ------------------- | ------------------- | ------------------- | ---------------------------- | ------------------- |
| 1. szakasz (TTT) (HTC–Highroad)        | Marco Pinotti       | nem osztanak        | nem osztanak        | Bjørn Selander               | HTC–Highroad        |
| 2. szakasz (Alessandro Petacchi)       | Mark Cavendish      | Sebastian Lang      | Alessandro Petacchi | Bjørn Selander               | HTC–Highroad        |
| 3. szakasz (Ángel Vicioso)             | David Millar        | Gianluca Brambilla  | Alessandro Petacchi | Jan Bakelants                | Team Garmin–Cervélo |
| 4. szakasz (a szakaszt neutralizálták) | David Millar        | Gianluca Brambilla  | Alessandro Petacchi | Jan Bakelants                | Team Garmin–Cervélo |
| 5. szakasz (Pieter Weening)            | Pieter Weening      | Martin Kohler       | Alessandro Petacchi | Steven Kruijswijk            | Movistar Team       |
| 6. szakasz (Francisco Ventoso)         | Pieter Weening      | Martin Kohler       | Alessandro Petacchi | Steven Kruijswijk            | Movistar Team       |
| 7. szakasz (Bart De Clercq)            | Pieter Weening      | Bart De Clercq      | Alessandro Petacchi | Steven Kruijswijk            | Movistar Team       |
| 8. szakasz (Oscar Gatto)               | Pieter Weening      | Bart De Clercq      | Alessandro Petacchi | Steven Kruijswijk            | Movistar Team       |
| 9. szakasz (Alberto Contador)          | Alberto Contador    | Filippo Savini      | Alberto Contador    | Roman Kreuziger              | Astana              |
| 10. szakasz (Mark Cavendish)           | Alberto Contador    | Filippo Savini      | Alessandro Petacchi | Roman Kreuziger              | Astana              |
| 11. szakasz (John Gadret)              | Alberto Contador    | Filippo Savini      | Alessandro Petacchi | Roman Kreuziger              | Astana              |
| 12. szakasz (Mark Cavendish)           | Alberto Contador    | Filippo Savini      | Alessandro Petacchi | Roman Kreuziger              | Astana              |
| 13. szakasz (Jose Rujano Guillen)      | Alberto Contador    | Alberto Contador    | Alberto Contador    | Roman Kreuziger              | Astana              |
| 14. szakasz (Igor Anton)               | Alberto Contador    | Alberto Contador    | Alberto Contador    | Roman Kreuziger              | Astana              |
| 15. szakasz (Mikel Nieve)              | Alberto Contador    | Stefano Garzelli    | Alberto Contador    | Roman Kreuziger              | Astana              |
| 16. szakasz (ITT) (Alberto Contador)   | Alberto Contador    | Stefano Garzelli    | Alberto Contador    | Roman Kreuziger              | Astana              |
| 17. szakasz (Diego Ulissi)             | Alberto Contador    | Stefano Garzelli    | Alberto Contador    | Roman Kreuziger              | Astana              |
| 18. szakasz (Eros Capecchi)            | Alberto Contador    | Stefano Garzelli    | Alberto Contador    | Roman Kreuziger              | Astana              |
| 19. szakasz (Paolo Tiralongo)          | Alberto Contador    | Stefano Garzelli    | Alberto Contador    | Roman Kreuziger              | Astana              |
| 20. szakasz (Vasil Kiryienka)          | Alberto Contador    | Stefano Garzelli    | Alberto Contador    | Roman Kreuziger              | Astana              |
| 21. szakasz (ITT) (David Millar)       | Alberto Contador    | Stefano Garzelli    | Alberto Contador    | Roman Kreuziger              | Astana              |
| Végeredmény                            | Michele Scarponi    | Stefano Garzelli    | Michele Scarponi    | Roman Kreuziger              | Astana              |

## Végeredmény
Összetett
| Hely | Versenyző           | Csapat              | Idő         |
| ---- | ------------------- | ------------------- | ----------- |
| 1.   | Michele Scarponi    | Lampre–ISD          | 84h 11' 24" |
| 2.   | Vincenzo Nibali     | Liquigas–Cannondale | + 46"       |
| 3.   | John Gadret         | AG2R La Mondiale    | + 3' 54"    |
| 4.   | Joaquín Rodríguez   | Katyusa             | + 4' 55"    |
| 5.   | Roman Kreuziger     | Astana              | + 5' 18"    |
| 6.   | Jose Rujano         | Androni Giocattoli  | + 6' 02"    |
| 7.   | Gyenyisz Menysov    | Geox–TMC            | + 6' 08"    |
| 8.   | Steven Kruijswijk   | Rabobank            | + 7' 41"    |
| 9.   | Kanstantsin Sivtsov | HTC–Highroad        | + 8' 00"    |
| 10.  | Mikel Nieve         | Euskaltel-Euskadi   | + 9' 58"    |

Pontverseny
| Hely | Versenyző         | Csapat              | Pont |
| ---- | ----------------- | ------------------- | ---- |
| 1.   | Michele Scarponi  | Lampre–ISD          | 122  |
| 2.   | Vincenzo Nibali   | Liquigas–Cannondale | 121  |
| 3.   | Jose Rujano       | Androni Giocattoli  | 107  |
| 4.   | John Gadret       | AG2R La Mondiale    | 97   |
| 5.   | Joaquín Rodríguez | Katyusa             | 87   |
| 6.   | Roman Kreuziger   | Astana              | 85   |
| 7.   | Stefano Garzelli  | Acqua & Sapone      | 81   |
| 8.   | Roberto Ferrari   | Androni Giocattoli  | 70   |
| 9.   | Pablo Lastras     | Movistar Team       | 66   |
| 10.  | Jan Bakelandts    | Omega Pharma-Lotto  | 63   |

Hegyi pontverseny
| Hely | Versenyző          | Csapat              | Pont |
| ---- | ------------------ | ------------------- | ---- |
| 1.   | Stefano Garzelli   | Acqua & Sapone      | 67   |
| 2.   | Jose Rujano        | Androni Giocattoli  | 43   |
| 3.   | Mikel Nieve        | Euskaltel–Euskadi   | 39   |
| 4.   | Gianluca Brambilla | Colnago-CSF Inox    | 29   |
| 5.   | Vasili Kiryienka   | Movistar Team       | 24   |
| 6.   | Emanuele Sella     | Androni Giocattoli  | 23   |
| 7.   | Michele Scarponi   | Lampre–ISD          | 23   |
| 8.   | Vincenzo Nibali    | Liquigas–Cannondale | 22   |
| 9.   | Johnny Hoogerland  | Vacansoleil–DCM     | 21   |
| 10.  | Jérôme Pineau      | Quick Step          | 20   |

Fiatalok versenye
| Hely | Versenyző          | Csapat              | Idő          |
| ---- | ------------------ | ------------------- | ------------ |
| 1.   | Roman Kreuziger    | Astana              | 84h 16' 42"  |
| 2.   | Steven Kruijswijk  | Rabobank            | + 2' 23"     |
| 3.   | Peter Stetina      | Team Garmin–Cervélo | + 38' 41"    |
| 4.   | Jan Bakelandts     | Omega Pharma–Lotto  | + 43' 39"    |
| 5.   | Bart De Clercq     | Omega Pharma–Lotto  | + 52' 57"    |
| 6.   | José Sarmiento     | Acqua & Sapone      | + 1h 06' 01" |
| 7.   | Marcel Wyss        | Geox–TMC            | + 1h 07' 16" |
| 8.   | Diego Ulissi       | Lampre–ISD          | + 1h 20' 14" |
| 9.   | Robert Kiserlovski | Astana              | + 1h 22' 10" |
| 10.  | Kevin Seeldraeyers | Quick Step          | + 1h 42' 22" |

Csapatverseny
| Hely | Csapat             | Idő          |
| ---- | ------------------ | ------------ |
| 1.   | Astana             | 252h 44' 52" |
| 2.   | Movistar Team      | + 10' 00"    |
| 3.   | AG2R La Mondiale   | + 11' 23"    |
| 4.   | Katyusa            | + 24' 46"    |
| 5.   | Geox–TMC           | + 38' 41"    |
| 6.   | Saxo Bank–Sungard  | + 45' 23"    |
| 7.   | Omega Pharma–Lotto | + 1h 07' 35" |
| 8.   | Acqua & Sapone     | + 1h 07' 57" |
| 9.   | Euskaltel–Euskadi  | + 1h 20' 35" |
| 10.  | Lampre–ISD         | + 1h 24' 01" |

## Statisztika

### Szakaszgyőzelmek országonként
| Ország             | Győzelmek száma | Győztesek (győzelmeik száma)                                                                       |
| ------------------ | --------------- | -------------------------------------------------------------------------------------------------- |
| Spanyolország      | 6               | Alberto Contador (2), Ángel Vicioso (1), Francisco Ventoso (1), Igor Antón (1), Mikel Nieve (1)    |
| Olaszország        | 5               | Alessandro Petacchi (1), Oscar Gatto (1), Diego Ulissi (1), Eros Capecchi (1), Paolo Tiralongo (1) |
| Egyesült Királyság | 3               | Mark Cavendish (2), David Millar (1)                                                               |
| Belgium            | 1               | Bart De Clercq                                                                                     |
| Fehéroroszország   | 1               | Vasil Kiryienka                                                                                    |
| Franciaország      | 1               | John Gadret                                                                                        |
| Hollandia          | 1               | Pieter Weening                                                                                     |
| Venezuela          | 1               | José Rujano                                                                                        |

### Szakaszgyőzelmek csapatonként
| Csapat                    | Győzelmek száma | Győztesek (győzelmeik száma)               |
| ------------------------- | --------------- | ------------------------------------------ |
| HTC–Highroad              | 3               | Mark Cavendish (2), csapatidőfutam         |
| Androni Giocattoli        | 2               | José Rujano (1), Ángel Vicioso (1)         |
| Euskaltel–Euskadi         | 2               | Igor Antón (1), Mikel Nieve (1)            |
| Lampre–ISD                | 2               | Alessandro Petacchi (1), Diego Ulissi (1)  |
| Movistar Team             | 2               | Francisco Ventoso (1), Vasil Kiryienka (1) |
| Saxo Bank–Sungard         | 2               | Alberto Contador (2)                       |
| AG2R La Mondiale          | 1               | John Gadret                                |
| Astana                    | 1               | Paolo Tiralongo                            |
| Farnese Vini-Neri Sottoli | 1               | Oscar Gatto                                |
| Liquigas–Cannondale       | 1               | Eros Capecchi                              |
| Omega Pharma–Lotto        | 1               | Bart De Clercq                             |
| Rabobank                  | 1               | Pieter Weening                             |
| Team Garmin–Cervélo       | 1               | David Millar                               |